# 和洋女子大学短期大学部
和洋女子大学短期大学部（わようじょしだいがくたんきだいがくぶ、英語: Wayo Women’s Junior College）は、千葉県市川市国府台2-3-1に本部を置いていた私立短期大学である。1950年に設置され、2006年に廃止された。

## 概要

### 大学全体
- 千葉県市川市に所在した日本の私立短期大学で、設置主体は学校法人和洋学園[1]。
- 国内で最初に認可された短期大学149校[注 1]の1校として、1950年に1学科体制で開学した[2]。順次、学科増設により最終的には4学科体制となる。
- 2002年度の入学生を最後に[注釈 2]、短期大学としての使命を終える[3]。

### 建学の精神（校訓・理念・学是）
- 和洋女子大学短期大学部における建学の精神：「和魂洋才」となっている。

### 教育および研究
- 食物栄養学科では栄養士養成をとり行っていた。

### 学風および特色
- 実質的な被服並びに食物保健に関する専門の知識・技術をもつ有能な女性を育成することが設置のねらいとなっていた。
- 四年制大学と類似した学科が設置されていたこともあり、短大卒業後は学部編入者も多かった。

## 沿革
- 短期大学設置以前の経緯については和洋女子大学を参照。
- 1949年
  - 10月 文部省[注釈 3]に短期大学[注 2]の設置認可に関する申請を行う[注 3]。なお、学科・専攻は以下の通りとなっている[注 4]。
    - 生活科 入学定員40名
    - 被服科 入学定員20名
- 1950年
  - 3月14日 左記を以て短期大学の設置が文部省[注釈 3]より認可される[注 5]。
  - 4月1日 左記を以て和洋女子大学短期大学部が以下の学科体制にて開学する[注 6]。
    - 生活科 入学定員40名→家政科 入学定員100名[15]
    - 被服科 入学定員20名→同上
- 1951年
  - 2月26日 学校法人が成立する[16]。
  - 4月5日 別科の設置が認められ、以下の課程を設ける[注 7]。
    - 家政専修 入学定員50名[19]
- 1954年
  - 4月1日 以下の学科を増設する[20]。
    - 国文科 入学定員50名

  - 5月1日 学生数[21]/定員
    - 家政科 264[注釈 4]/200
    - 国文科 30[注釈 4]/50
- 1958年
  - 5月1日 学生数[22]/定員
    - 家政科 274[注釈 4]/200
    - 国文科 61[注釈 4]/100
- 1962年
  - 4月1日 家政科の入学定員を100→200に増員する[23]。
  - 5月1日 学生数[24]/定員
    - 家政科 447[注釈 4]/300
    - 国文科 171[注釈 4]/100
- 1963年
  - 5月1日 学生数[25]/定員
    - 家政科 596[注釈 4]/400
    - 国文科 190[注釈 4]/100
- 1966年
  - 4月1日 以下の学科を増設する[26]。
    - 英文科 入学定員50名[注 8]

  - 5月1日 学生数[28]/定員
    - 家政科 789[注釈 4]/400
    - 国文科 278[注釈 4]/100
    - 英文科 134[注釈 4]/50
- 1967年
  - 5月1日 学生数[29]/定員
    - 家政科 912[注釈 4]/400
    - 国文科 245[注釈 4]/100
    - 英文科 271[注釈 4]/100
- 1973年
  - 7月1日 和洋女子短期大学（わようじょしたんきだいがく）と改称[30]。
- 1977年
  - 4月1日 学科の入学定員増を以下の通り行う[注 9]。
    - 国文科 50→100
    - 英文科 50→100

  - 5月1日 学生数[34]/定員
    - 家政科 894[注釈 4]/400
    - 国文科 339[注釈 4]/150
    - 英文科 338[注釈 4]/150
- 1978年
  - 5月1日 学生数[35]/定員
    - 家政科 926[注釈 4]/400
    - 国文科 335[注釈 4]/200
    - 英文科 336[注釈 4]/200
- 1985年
  - 5月1日 学生数[36]/定員
    - 家政科 876[注釈 4]/400
    - 国文科 341[注釈 4]/200
    - 英文科 322[注釈 4]/200
- 1986年
  - 5月1日 学生数[37]/定員
    - 家政科 945[注釈 4]/400
    - 国文科 347[注釈 4]/200
    - 英文科 328[注釈 4]/200
- 1987年
  - 5月1日 学生数[38]/定員
    - 家政科 1,022[注釈 4]/400
    - 国文科 356[注釈 4]/200
    - 英文科 325[注釈 4]/200
- 1992年
  - 5月1日 学生数[注 10]/定員
    - 家政科 791[注釈 4]/400
    - 国文科 302[注釈 4]/200
    - 英文科 305[注釈 4]/200
- 1998年
  - 4月1日 開学当初と同じ和洋女子大学短期大学部に変更かつ学科名の改称も同時に行なわれる[41]。
    - 家政科→服飾生活学科[注 11]
    - 国文科→日本文学科[注釈 5]
    - 英文科→英語文化学科[注釈 5]

  - 同 以下の学科を増設する[41]。
    - 食物栄養学科 入学定員60名[注 12]
- 1998年
  - 5月1日 学生数[44]/定員
    - 服飾生活学科 215[注釈 4]/60
      - 家政科 235[注釈 4]/200

    - 日本文学科 76[注釈 4]/60
      - 国文科 111[注釈 4]/100

    - 英語文化学科 73[注釈 4]/60
      - 英文科 119[注釈 4]/100

    - 食物栄養学科 65[注釈 4]/60
- 1999年
  - 5月1日 学生数[45]/定員
    - 服飾生活学科 141[注釈 4]/120
      - 家政科 4[注釈 4]/-

    - 日本文学科 144[注釈 4]/120
      - 国文科 3[注釈 4]/-

    - 英語文化学科 141[注釈 4]/120
      - 英文科 10[注釈 4]/-

    - 食物栄養学科 130[注釈 4]/120
- 2002年
  - 4月1日 この年度で短期大学としての学生募集を最終とする[注釈 2]。
- 2004年
  - 9月24日 以下の学科については左記をもって正式に廃止とする[46]。
    - 服飾生活学科
    - 食物栄養学科
- 2006年
  - 11月27日 左記をもって正式に廃止となる[3]。

## 基礎データ

### 所在地
- 千葉県市川市国府台2-3-1[注釈 1]

### 象徴
- 和洋女子大学短期大学部のカレッジマークは右記資料にあり[47]。

## 教育および研究

### 組織

#### 学科
- 服飾生活学科
- 日本文学科
- 英語文化学科
- 食物栄養学科

#### 専攻科
- なし

#### 別科
- 家政専修 入学定員50名[48]

#### 取得資格について
資格
- 司書教諭資格
  - 日本文学科
  - 服飾生活学科
- 司書資格[49]
  - 服飾生活学科
  - 日本文学科
  - 英語文化学科
- 栄養士資格:食物栄養学科[49]

教職課程
- 中学校教諭二種免許状[注 13]
  - 家庭：服飾生活学科[49]
  - 保健：旧･家政科[40]
  - 国語：日本文学科[49]
  - 英語：英語文化学科[注 14]。
- 当初は中学校教諭ほか高等学校教諭免許状の教職課程を併設[54]。
  - 家庭・保健：旧･家政科<
  - 国語：国文科

### 研究
- 『和洋英文学』[55]
- 『食生活研究』[56]

## 学生生活

### 部活動・クラブ活動・サークル活動
- 和洋女子大学短期大学部で活動していたクラブ活動
  - 体育系：ゴルフ・スキー・テニス・卓球・軟式野球・バスケットボール・バレーボール・舞踏・ユースホステルほか
  - 文化系：E･S･S・イラスト漫画・演劇・考古学・コーラス・コンピューター・茶道・シネマ・写真・手話・書道・美術・放送・民俗研究ほか

### 学園祭
- 和洋女子大学短期大学部の学園祭は「里見祭」と呼ばれていた

## 大学関係者と組織

### 大学関係者組織
- 和洋女子大学短期大学部卒業生は、「和洋学園同窓会」に所属している・この同窓会組織は「むら竹会」として1916年に創設されている。

### 大学関係者一覧
歴代学長
- 稗方弘毅
- 長瀬英一

#### 出身者
- 小川眞由美 - 女優・国文科卒業
- 永田ルリ子 - 元おニャン子クラブ・国文科卒業
- 大沢さやか - 女優・国文科卒業
- 阿部美穂子 - タレント・英文科卒業

## 施設
- 大学とキャンパスを共同使用。

## 対外関係

### 他大学との協定

#### オーストラリア
- ウェスタン・シドニー大学
- ボンド大学

#### アメリカ
- サンディエゴ州立大学

### 系列校
- 和洋国府台女子中学校
- 和洋国府台女子高等学校
- 和洋九段女子中学校・高等学校

## 卒業後の進路について

### 編入学･進学実績
- 系列の和洋女子大学ほか武蔵工業大学・淑徳大学・杏林大学などがある。

## 関連サイト
- 和洋110年のあゆみ